# Анкабай
Анкабай Худайбердыев или Худайбахытов (узб. Анқабой Худойбахтов; 1903 или 1905 — 4 октября 1938, Ташкент), при жизни использовавший имя Анкабай в качестве фамилии, — узбекский советский писатель, чиновник и главный редактор множества периодических изданий.

## Биография
Был главным редактором газеты «Ишчи» и «Яш Ленинчи» и журналов «Узбекистан на стройке», «Китаб ва Инклаб» и «Гулистан». Был заведующим Партиздатом ЦК КП Узбекистана. Член редколлегии двух других журналов. Арестован НКВД 9 августа 1937 года. Обвинён в контрреволюции и троцкизме. Расстрелян в Ташкенте 4 октября 1938 года.
В Самарканде в его честь переименована улица в центре города.